# Элиот, Монтегю, 8-й граф Сент-Джерманс
Монтегю Чарльз Элиот, 8-й граф Сент-Джерманс (англ. Montague Charles Eliot, 8th Earl of St Germans; 13 мая 1870 — 19 сентября 1960) — британский пэр и придворный.

## Биография
Родился 13 мая 1870 года в Пимлико, Миддлсекс. Второй сын полковника достопочтенного Чарльза Джорджа Корнуоллиса Элиота (1839—1901) и его жены Констанс Рианнон Гест (1844—1916), внук Эдвард Элиота, 3-го графа Сент-Джерманса. Он получил образование в школе Каслден-Холл (Фарнборо, Хэмпшир), Чартерхаусе и Эксетер-колледже в Оксфорде, получив степень бакалавра в 1893 году. К 1895 году он был адвокатом во Иннер-Темпле.
С 1901 по 1906 год он был назначен джентльменом-ашером короля Эдуарда VII, а с 1908 по 1910 год — слугой в ожидании. С 1910 по 1936 год он был джентльменом-ашером при короле Георге V. Во время Первой мировой войны Монтегю был лейтенантом-коммандером Королевского военно-морского резерва. Он был назначен кавалером Ордена Британской Империи (ОБЕ) в 1919 году и стал слугой мантий с 1920 по 1936 год.
В 1923 году он был назначен кавалером Королевского Викторианского ордена (MVO), а с 1924 по 1936 год он стал дополнительным слугой короля Георга V. В 1928 году он был назначен рыцарем-коммандером Королевского Викторианского ордена (CVO); Рыцарь-командор (KCVO) в 1934 году. В 1936 году он стал дополнительным слугой в ожидании короля Эдуарда VIII, а с 1937 по 1952 год — дополнительным слугой в ожидании короля Георга VI. С 1952 по 1960 год он был дополнительным слугой в ожидании королевы Елизаветы II. Награжден Офицерским крестом Ордена Леопольда (Бельгия).
22 ноября 1942 года Монтегю Элиот сменил своего старшего брата Гренвиля Элиота, 7-го графа Сент-Джерманса, и стал 8-м графом Сент-Джерманса.

## Личная жизнь
В 1907 году под именем «Эллова Грин» Монтегю Элиот опубликовал пародию Too Weak, пьесу на Three Weeks Элинор Глин. Под тем же именем он также был автором книг The Meanderings of Mary Ann, Reflections of Whiskerine, The Vicissitudes of Acetylene, The Nun and the Noodle, and Over the Mud, которые пародировали другие книги Глин, такие как «The Vicissitudes of Evangeline».
В 1918 году Элиот купил замок Инс в Корнуолле, ранее принадлежавший графу Бакингемширу .
Он был женат 22 июня 1910 года на Хелен Агнес Пост (11 января 1885 — 1 сентября 1962), дочери Артура Поста из Нью-Йорка и его жены Элизабет Уодсворт, дочери американского генерала Джеймса С. Уодсворта, которая вышла замуж вторично за лорда Бэрримора. У них была дочь и два сына:
- Леди Жермен Элизабет Олив Элиот (11 апреля 1911—1991)[8], 1-й муж (с 1932 по 1940 год) — майор Томас Джеймс (1906—1976); 2-й муж с 1950 года капитан достопочтенный Кеннет Джордж Киннэрд (1914—1973).
- Николас Ричард Майкл Элиот, 9-й граф Сент-Джерманс (26 января 1914 — 11 марта 1988), старший сын и преемник отца.
- Достопочтенный Монтегю Роберт Вер Элиот (29 октября 1923 — 16 мая 1994), выступал от Мэнсфилда как консерватор на парламентских выборах 1959 года.

Монтегю Элиот скончался 19 сентября 1960 года, и его титулы перешли к его старшему сыну Николасу Николасу Ричарду Майклу Элиоту.